# Heinrich Wullenhaupt
Heinrich Wullenhaupt (* 3. Dezember 1903 in Bochum; † 13. Februar 1985 in Gelsenkirchen) war ein deutscher Politiker (CDU).

## Leben
Nach dem Besuch der Volksschule absolvierte Wullenhaupt von 1918 bis 1922 eine Schriftsetzerlehre, arbeitete anschließend in diesem Beruf und war von 1925 bis 1939 als Maschinensetzer tätig. Nach dem Ausbruch des Zweiten Weltkrieges wurde er bei der Hochtief AG in Essen dienstverpflichtet. Anschließend schulte er zum kaufmännischen Angestellten und Rechnungsprüfer um. Von 1942 bis 1945 war er bei der Bergwerks- und Hüttenbau-Gesellschaft in Berlin beschäftigt.
Nach dem Kriegsende war Wullenhaupt als Arbeitersekretär tätig. Er war ab 1945 als Bezirkssekretär bei der Katholischen Arbeitnehmer-Bewegung (KAB) beschäftigt und war ab 1958 Diözesansekretär der KAB im Bistum Essen. Außerdem war er stellvertretender Vorsitzender der KAB in Westdeutschland.

## Partei
Wullenhaupt engagierte sich bis 1933 im Windthorstbund. Nach dem Zweiten Weltkrieg schloss er sich der CDU an. Er war ab 1949 Vorsitzender des CDU-Kreisverbandes Gelsenkirchen, von 1952 bis 1965 Vorsitzender des CDU-Bezirkes Ruhrgebiet und Mitglied des Landesvorstandes der CDU Westfalen-Lippe.

## Abgeordneter
Wullenhaupt war von 1952 bis 1964 Ratsmitglied der Stadt Gelsenkirchen. Dem Deutschen Bundestag gehörte er von 1953 bis 1969 an. Er war stets über die Landesliste Nordrhein-Westfalen ins Parlament eingezogen.

## Ehrungen
Heinrich Wullenhaupt wurde 1968 mit dem Großen Bundesverdienstkreuz des Verdienstordens der Bundesrepublik Deutschland ausgezeichnet.
1952 wurde er von Kardinal-Großmeister Nicola Kardinal Canali zum Ritter des Ritterordens vom Heiligen Grab zu Jerusalem ernannt und am 1. Mai 1952 durch Lorenz Jaeger, Großprior der deutschen Statthalterei, investiert.